# Приходько, Владимир Александрович
Влади́мир Алекса́ндрович Прихо́дько (28 июля 1935, Одесса — 17 декабря 2001, Москва) — русский писатель, детский поэт, переводчик и журналист.

## Биография
Владимир Александрович Приходько родился 28 июля 1935 года в семье режиссёра Одесской кинофабрики А. С. Лейна и актрисы Н. Н. Приходько в городе Одессе Одесской области Украинской ССР.
С 1939 году семья переехала во Львов, где отец Владимира получил должность главного режиссёра Львовского оперного театра. В первый же день Великой Отечественной войны отец ушёл на фронт и вскоре погиб, а Владимир с мамой и бабушкой эвакуировались в город Курган. После эвакуации семья возвратилась во Львов, где Володя окончил школу, а потом (в 1958 году) Львовский университет. Работал на радио, также телеоператором, выступал с чтением стихов в местной филармонии. С начала 1960-х годов переписывается с писателями и поэтами — Варламом Шаламовым, Александром Межировым, Евгением Винокуровым, и другими. В это же время переехал в Москву, начинает писать стихи и даже показывает их Межирову, которому они не понравились. Однако уже в 1964 году Приходько издаёт первый сборник стихов «Прогулки под дождем». Вскоре начинает активно сотрудничать с издательствами и прессой, печатает очерки и статьи, переводы. С рождением сына начинает писать для детей и серьёзно увлёкся детской литературой, печатался в журнале «Вожатый», затем в журнале «Колобок» — приложении к литературно-музыкальному журналу «Кругозор». Мир поэзии Приходько лишен «острых углов», это — царство всеобщей дружбы. В этом мире дружат не только люди и животные, но и животные, в реальном мире являющиеся врагами друг другу, например кошка и мышка.
Много переводил с украинского, польского, грузинского, туркменского и других языков. В его переводах выходят стихи Юлиана Тувима, Яна Бжехвы, Гиви Чичинадзе, Нуры Байрамова. Книги Приходько печатает издательство «Детская литература», а сборник стихов для детей «Вот когда я взрослым стану» в 1989 году был удостоен первой премии на Всесоюзном конкурсе на лучшую детскую книгу. На стихи Приходько написал несколько песен композитор Григорий Гладков (мультфильм «Коробка с карандашами»). Критика отмечала, что рассказы и переводы Приходько выделяются теплым отношением автора к героям и в то же время познавательностью. Владимир Приходько пишет статьи для юношества о русской литературе и русских писателях, многочисленные предисловия к произведениям современников. У Приходько выходят работы о детской литературе, он изучает творчество Саши Чёрного, Бориса Заходера, Ирины Токмаковой, Елены Благининой и других. В последние годы жизни (1996—2001) работал штатным обозревателем газеты «Московская правда».
Владимир Александрович Приходько скончался 17 декабря 2001 года в своей московской квартире на Коптевской улице, 18В, где проживал с 1972 года. Похоронен на Ваганьковском кладбище в Москве.

## Книги
- Приходько В.А. Здравствуйте, Анна Андреевна. О птичнице колхоза им. Мичурина, Химкин. района А.А. Дониной. — М.: Моск. рабочий, 1961. — 63 с. — 5000 экз.[6]
- Приходько В.А. Рассказ о трех встречах с директором совхоза «Большевик» Серпуховского района А.А. Гольцовым. — М.: Моск. рабочий, 1963. — 111 с. — 10 000 экз.[7]
- Приходько В.А. . — М.: Сов. писатель, 1965. — 119 с. — 10 000 экз.[8]
- Приходько В.А. Елена Благинина. Очерк творчества. — М.: Дет. лит., 1971. — 110 с. — 20 000 экз.[9]
- Приходько В.А. Пеку, пеку хлебушек: Стихи. / Худож. Н. Свободова. — М.: Малыш, 1971. — 10 с. — 200 000 экз.[10]
- Приходько В.А. Снежный праздник: Стихи / Худож. М. Афанасьева. — М.: Малыш, 1972. — 10 с. — 100 000 экз.[11]
- Приходько В.А. Матрешки на окошке: Стихи / Ил. В. Провалов. — М.: Малыш, 1973. — 27 с. — 130 000 экз.[12]
- Приходько В.А. Мы рисуем в первый раз: Альбом для раскрашивания / Худож. В. Курчевский. — М.: Малыш, 1973. — 19 с. — 500 000 экз.[13]
- Приходько В.А. Евгений Майков. Докум. повесть. — М.: Политиздат, 1975. — 127 с. — 100 000 экз.[14]
- Приходько В.А. Грело солнце: Стихи / Худож. В. Винокур. — М.: Малыш, 1976. — 24 с. — 300 000 экз.[15]
- Приходько В.А. Не забудь про воробья: Стихи / Рис. С. Спицына. — М.: Дет. лит., 1976. — 64 с. — 100 000 экз.[16]
- Приходько В.А. Всё на свете: Альбом для раскрашивания / Худож. Л. Гладнева. — М.: Малыш, 1977. — 16 с. — 200 000 экз.[17]
- Приходько В.А. Совка-сплюшка: Стихи / Худож. Т. Васильева. — М.: Малыш, 1978. — 16 с. — 150 000 экз.[18]
- Приходько В.А. Белый город: Стихи. Альбом для раскрашивания / Худож. Н. Свободова. — М.: Малыш, 1979. — 16 с. — 300 000 экз.[19]
- Приходько В.А. Всё на свете: Альбом для раскрашивания / Худож. Л. Гладнева. — М.: Малыш, 1979. — 17 с. — 300 000 экз.[20]
- Приходько В.А. Идем и едем по Варшаве / Худож. В. Трубкович. — М.: Малыш, 1979. — 28 с. — 200 000 экз.[21]
- Приходько В.А. Поэт разговаривает с детьми: Лит. очерки. — М.: Дет. лит., 1980. — 223 с. — 50 000 экз.[22]
- Приходько В.А. Под солнцем пляшет девочка / Рис. А. Вовикивой. — М.: Дет. лит., 1981. — 63 с. — 100 000 экз.[23]
- Приходько В.А. Дружи со мной: Стихи / Худож. Л. Виноградова. — М.: Малыш, 1982. — 17 с. — 150 000 экз.[24]
- Приходько В.А. Новый каравай: Стихи / Худож. Э. Булатов, О. Васильев. — М.: Малыш, 1983. — 26 с. — 300 000 экз.[25]
- Приходько В.А. Приобщение к доблести. Беседы о героическом. — М.: Политиздат, 1983. — 128 с. — (Б-чка семейн. чтения). — 100 000 экз.[26]
- Приходько В.А. Седьмая осень: Стихи / Худож. В. Трубкович. — М.: Малыш, 1984. — 22 с. — 100 000 экз.[27]
- Приходько В.А. Лады-ладуси / Худож. Е. Позднякова. — М.: Малыш, 1985. — 6 с. — 600 000 экз.[28]
- Приходько В.А. Лубяная колыбель / Рис. В. Трубковича. — М.: Дет. лит., 1985. — 127 с. — 100 000 экз.[29]
- Приходько В.А. Вот когда я взрослым стану: Стихи / Рис. Э. Булатова. — М.: Малыш, 1986. — 28 с. — 150 000 экз.[30]
- Приходько В.А. Марш энтузиастов. Докум. повесть: О строителе Магнитогорска  Е.И. Майкове. — Челябинск: Юж.-Урал. кн. изд-во, 1987. — 118 с. — 15 000 экз.[31]
- Приходько В.А. История маленького паровозика / Худож. В. Кульков. — М.: Малыш, 1988. — 12 с. — 300 000 экз.[32]
- Приходько В.А. Конек-быстроног / Рис. Г. Дмитриевой. — М.: Малыш, 1988. — 14 с. — 300 000 экз.[33]
- Приходько В.А. Постижение лирики. — М.: Дет. лит., 1988. — 237 с. — 50 000 экз. — ISBN 5-08-000751-6.[34]
- Приходько В.А. Четыре страницы / Худож. Т. Морковкина. — М.: Малыш, 1988. — 16 с. — 300 000 экз.[35]
- Приходько В.А. Вот когда я взрослым стану: Стихи / Рис. Э. Булатова. — М.: Малыш, 1989. — 28 с. — 100 000 экз. — ISBN 5-213-00044-4.[36]
- Приходько В.А. Горизонты В.М. Мухиной-Петринской. Критико-биогр. очерк. — Саратов: Приволж. кн. изд-во, 1989. — 213 с. — 4000 экз.[37]
- Приходько В.А. Дом зерна / Худож. Г. Александрова, А. Скориков. — М.: Малыш, 1989. — 20 с. — 150 000 экз.[38]
- Приходько В.А. Наш товарищ: Стихи / Худож. В. Топков. — М.: Дет. лит., 1989. — 55 с. — 100 000 экз.[39]
- Приходько В.А. Барашек из Опошни: Рассказ / Худож. Е. Дементьева. — М.: Малыш, 1990. — 14 с. — 300 000 экз.[40]
- Приходько В.А. Подарок пастуха Ивана: Рассказ / Худож. Т. Бабицына. — М.: Дет. лит., 1991. — 23 с. — 300 000 экз.[41]
- Приходько В.А. Никто ничего не перепутал, или Дамы из Амстердама: Рассказ / Рис. О. Гуриной. — М.: Малыш, 1993. — 23 с. — 150 000 экз. — ISBN 5-213-00668-X.[42]

### Переводы
- Журавочка. Старинные укр. колыбельные песенки / пер. и обработка В. Приходько. Рис. Г. Гладышевой. — М.: Дет. лит., 1967. — 16 с. — 300 000 экз.[43]
- Ходит кот по горе. Старинные укр. песенки и потешки / пер. В. Приходько. Илл. Е. Лось. — М.: Малыш, 1968. — 6 с. — 150 000 экз.[44]
- Ходит кот по горе. Из укр. нар поэзии / пер. В. Приходько. Рис. Т. Зебровой. — М.: Малыш, 1985. — 24 с. — 300 000 экз.[45]
- Ходит кот по горе. Из укр. нар поэзии / пер. В. Приходько. Рис. Т. Зебровой. — М.: Малыш, 1989. — 22 с. — 300 000 экз. — ISBN 5-213-00560-8.[46]
- Аманов Э. Каракумская сказка: Стихи / пер. с туркм. В. Приходько. — Ашгабат: Магарыф, 1992. — 35 с. — 6000 экз.[47]
- Байрамов Н. Приехал брат: Стихи / пер. с туркм. В. Приходько; Рис. Б. Малинковского. — М.: Малыш, 1988. — 27 с. — 150 000 экз.[48]
- Байрамов Н. Это я, солнце: Стихи / пер. с туркм. В. Приходько; Худож В. Трубкович. — М.: Малыш, 1980. — 34 с. — 200 000 экз.[49]
- Даскалова Л. Мельница снов / пер. с болгарского В. Приходько; Худож В. Винокур. — М.: Дет. лит., 1990. — 54 с. — 100 000 экз. — ISBN 5-08-001658-2.[50]
- Исакадзе К. Виноград созрел: Стихи / пер. с груз. В. Приходько; Худож Б. Саконтиков. — М.: Малыш, 1978. — 13 с. — 150 000 экз.[51]
- Кербабаев Б. Загадки : Стихи / пер. с туркм. В. Приходько; Худож. Салиц А.. — Ашхабад: Магарыф, 1985. — 40 с. — 150 000 экз.[52]
- Хетагуров К. А-ло-лай! : Стихи / пер. с осет. В. Приходько; Рис. Р. Халилова. — М.: Малыш, 1984. — 24 с. — 100 000 экз.[53]
- Чичинадзе Г. Заинька считает: Стихи / пер. с груз. В. Приходько; Рис Л. Казбекова. — М.: Малыш, 1987. — 24 с. — 150 000 экз.[54]
- Чичинадзе Г. Кто нарисует девятиглазое солнце: Стихи / пер. с груз. В. Приходько; Рис Б. Саконтиков. — М.: Дет. лит., 1985. — 48 с. — 150 000 экз.[55]
- Чичинадзе Г. Кукла и бабушка: Стихи / авториз. пер. с груз. В. Приходько; Рис А. Цветков. — М.: Малыш, 1973. — 161 с. — 300 000 экз.[56]
- Эзизов К. Мальчик и море: Поэмы / пер. с туркм. и примеч. В. Приходько; Худож. А. Сметанин. — Ашхабат: Магарыф, 1987. — 62 с. — 18 000 экз.[57]
- Янчарский Ч. Приключения Мишки Ушастика / пер. с польск. В. Приходько; Рис. Е. Чайко и М. Гран. — М.: Дет. гиз., 1973. — 48 с. — 300 000 экз.[58]